# Museo de Arqueología y Antropología (Universidad Nacional Mayor de San Marcos)
El Museo de Arqueología y Antropología de la Universidad Nacional Mayor de San Marcos (siglas: MAA-UNMSM) es una institución académica ubicada el Centro Cultural de la Universidad de San Marcos —Casona de San Marcos— en el Centro Histórico de Lima, en Lima, Perú. El museo está encargado de recolectar, investigar y exhibir restos arqueológicos y muestras representativas del patrimonio histórico y cultural del Perú y de la humanidad.

## Historia

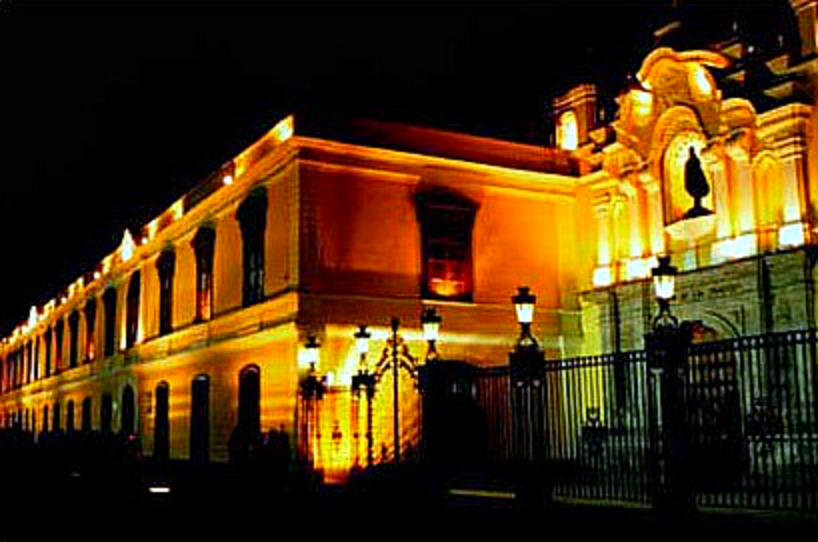
Casona de la Universidad de San Marcos, ubicación de su Museo de Arqueología y Antropología.

El Museo de Arqueología y Antropología fue creado el 21 de octubre de 1919 como Museo de Arqueología y Etnología gracias al impulso del notable arqueólogo peruano, el Dr. Julio C. Tello, siendo entonces rector el Dr. Javier Prado. El 14 de agosto de 1947 llegó a recibir la valiosa colección de su gestor, colección conocida como "Archivo Tello". Actualmente el director del museo es el arqueólogo Henry Tantaleán, arqueólogo y docente del departamento académico de arqueología de la misma Universidad.

## Investigación
A lo largo de sus noventa años de existencia ha recibido el impulso de notables investigadores como Julio César Tello, Toribio Mejía Xesspe, Rebeca Carrión Cachot, Luis E. Valcárcel, José Matos Mar, Dwight Wallace, David Kelly, Richard MacNeish, Louis Stumer, Edward Lanning, Richard Shaedel, Ramiro Matos Mendieta, Duccio Bonavia, Luis Lumbreras, Pedro Weiss, Alfonso Castrillón, Rosa Fung Pineda, Jorge Silva, Nélida Gamero, Alberto Bueno Mendoza, Ruth Shady, Javier Alcalde, Harold Hernández, Virgilio Cabanillas, Rafael Vega-Centeno, Carlos Del Águila, entre otros. El museo ha realizado un importante aporte al conocimiento del Antiguo Perú, organizando investigaciones en sitios fundamentales para el entendimiento de los orígenes de la civilización en el área andina como Chavín, Paracas, el valle de Casma, Huaca Malena, Armatambo, Huaca San Marcos, Caral, etc.